# Flore De Winne
Flore De Winne (1995) is een Belgische ruiter uit Erwetegem, Zottegem.  
Ze reed als eerste Belgische naar een score van meer dan tachtig procent in de Wereldbekerwedstrijden Küren (dressuur) in Mechelen en Amsterdam. In 2024 werd ze zesde in de Wereldbekerfinale en bij haar tweede BK in mei 2024 in Lier pakte ze goud met 78,90 %. Ze haalde haar eerste nationale kampioenstitel bij de senioren binnen.
In de teamfinale dressuur op de Olympische Zomerspelen 2024 (piste in de tuinen van het paleis van Versailles) behaalde ze samen met twee andere Belgische ruiters (Domien Michiels en Larissa Pauluis) een vijfde plaats. Ze trad aan met haar tienjarige hengst Flynn (Fahrenheit x Sir Oldenburg) uit de stal WinHorses uit Geraardsbergen. De Winne behaalde er een persoonlijk record van 74.149%.